# Stephen Wilkes

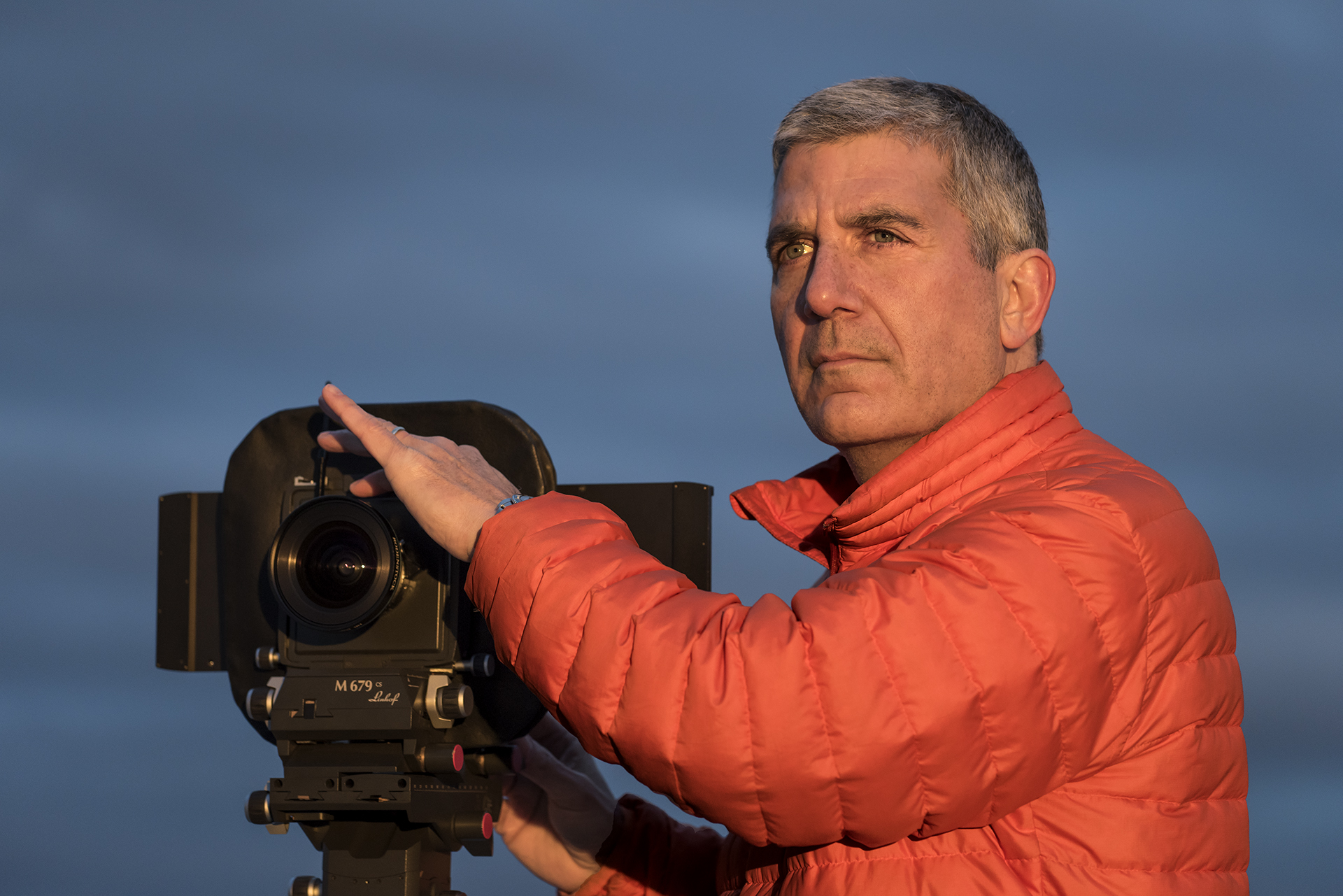
Stephen Wilkes im Jahr 2016

Stephen Wilkes (* 1957) ist ein amerikanischer Fotograf, der unter anderem durch seine Aufnahmen von Ellis Island und sein Projekt Day to Night bekannt wurde.

## Biographie
Wilkes wurde im Jahr 1957 geboren und begann im Alter von zwölf Jahren mit der Fotografie. Er studierte an der Syracuse University in Syracuse, New York und graduierte mit einem Bachelor in Fotografie. 1983 eröffnete er sein Fotostudio in New York City und ist seitdem als professioneller Fotograf tätig. In den folgenden Jahren war Wilkes für verschiedene Zeitschriften und Tageszeitungen tätig, darunter The New York Times, Vanity Fair, National Geographic und Sports Illustrated.
Im Jahr 1998 kam Wilkes im Rahmen seiner Arbeit für einen Tag nach Ellis Island. Dieser kurze Aufenthalt inspirierte ihn zu einem Fotoprojekt, das Wilkes insgesamt fünf Jahre beschäftigte und mit der Veröffentlichung des Fotobandes Ellis Island: Ghosts of Freedom im Jahr 2006 endete. Des Weiteren arbeitete Wilkes zeitweise in der Volksrepublik China, wo er insbesondere Fabrikgebäude und die Entwicklung des Landes unter dem Titel China old and new fotografierte. Im Jahr 2005 dokumentierte im Auftrag des World Monuments Funds die Folge von Hurrikan Katrina im Raum New Orleans. Im Jahr 2009 begannen die Arbeiten an Wilkes Projekt Day to Night, für das er berühmte Orte in aller Welt über einen Zeitraum von bis zu 36 Stunden aus derselben Perspektive fotografierte. Die entstandenen Aufnahmen fügt Wilkes zu einem Gesamtbild zusammen, das das Erscheinungsbild des Ortes bei Tag und Nacht vereint. Mit besonderem Aufwand war die Aufnahme von der Ostermesse 2016 auf dem Petersplatz verbunden. Die Erlaubnis für die Arbeiten in der Vatikanstadt erhielt Wilkes erst nach zwei Jahren. Auf dem abschließenden Bild der Ostermesse ist Papst Franziskus auf Grund der Verwendung von Fotos von unterschiedlichen Zeitpunkten insgesamt zehnmal zu erkennen. Zahlreiche Werke aus der Serie Day to Night sind in einem großen Bildband im Kölner Verlag Taschen erschienen, in Zusammenarbeit mit der National Geographic Society entstand zudem eine Serie von Aufnahmen von Nationalparks in den Vereinigten Staaten.

## Ausstellungen (Auswahl)
- September 2011: Connecticut Responds & Reflects: 9/11, Fairfield Museum, Fairfield
- April 2012: Day to Night, Monroe Gallery of Photography, Santa Fe
- November 2015: Day to Night, Bryce Wolkowitz Gallery, New York City
- März 2017: Ellis Island Ghosts of Freedom, Peter Fetterman Gallery, Santa Monica
- 2018: Day to Night: In the Field with Stephen Wilkes, National Geographic Museum, Washington, D.C.[6]